# 오대천로
오대천로는 강원특별자치도 정선군 북평면 나전삼거리와 평창군 진부면 하진부 교차로를 잇는 강원특별자치도의 도로이다. 오대천을 따라 도로가 이어지기 때문에 오대천의 이름을 따서 오대천로로 명명되었다.

## 연혁
- 2008년 12월 19일 : 평창군 진부면 수항리 ~ 마평리 1.25km 구간 확장 개통, 기존 700m 구간 폐지[1]
- 2011년 12월 20일 : 마평 ~ 진부간 도로(평창군 진부면 마평리 ~ 하진부리) 7.5km 구간 개량 개통, 기존 평창군 진부면 마평리 ~ 거문리 6.2km 구간 폐지[2]
- 2016년 12월 27일 : 막동 ~ 마평간 도로(평창군 진부면 막동리 ~ 마평리) 4.33km 구간 개량 개통, 기존 평창군 진부면 막동리 ~ 수항리 2.6km 구간 폐지[3]
- 2017년 12월 27일 : 나전 ~ 숙암간 도로(정선군 북평면 북평리 ~ 숙암리) 8.04km 구간 확장 개통 및 기존 정선군 북평면 숙암리 ~ 나전리 총 961m 구간 폐지[4], 숙암 ~ 막동간 도로(정선군 북평면 숙암리 ~ 평창군 진부면 막동리) 6.66km 구간 확장 개통 및 기존 총 2.35km 구간 폐지[5]

## 주요 경유지
강원특별자치도
- 정선군 북평면 - 평창군 진부면

## 노선
본래 전 구간이 국도 제59호선에 속했으나 2011년부터 국도 개량 및 확장 공사로 인해 이설 구간이 발생했다.
| 이름                              | 접속 노선                                      | 소재지 | 소재지 | 비고                                |
| --------------------------------- | ---------------------------------------------- | ------ | ------ | ----------------------------------- |
| 나전1 교차로                      | 국도 제42호선 국도 제59호선 (서동로)           | 정선군 | 북평면 | 국도 제59호선 구간                  |
| 나전교                            |                                                | 정선군 | 북평면 | 국도 제59호선 구간                  |
| 나전2 교차로                      | 명주내길                                       | 정선군 | 북평면 | 국도 제59호선 구간                  |
| 나전3 교차로                      | 어도원길                                       | 정선군 | 북평면 | 국도 제59호선 구간                  |
| 두원교                            |                                                | 정선군 | 북평면 | 국도 제59호선 구간                  |
| 졸드 교차로                       | 졸드루길                                       | 정선군 | 북평면 | 국도 제59호선 구간                  |
| 중봉1 교차로 (정선 알파인 경기장) | 중봉길                                         | 정선군 | 북평면 | 국도 제59호선 구간                  |
| 중봉2 교차로                      |                                                | 정선군 | 북평면 | 국도 제59호선 구간                  |
| 숙암 교차로                       | 벗밭길                                         | 정선군 | 북평면 | 국도 제59호선 구간                  |
| 숙암교                            |                                                | 정선군 | 북평면 | 국도 제59호선 구간                  |
| 숙암3 교차로                      | 국도 제59호선 (나전 ~ 숙암간 도로)             | 정선군 | 북평면 | 국도 제59호선 구간 구도로 통행 제한 |
| 숙암4 교차로                      | 국도 제59호선 (나전 ~ 숙암간 도로)             | 정선군 | 북평면 | 국도 제59호선 구간 구도로 통행 제한 |
| 장전 교차로                       | 장전길                                         | 평창군 | 진부면 | 국도 제59호선 구간                  |
| 장전교 막동2교                    |                                                | 평창군 | 진부면 | 국도 제59호선 구간                  |
| 막동 교차로                       | 막동길                                         | 평창군 | 진부면 | 국도 제59호선 구간                  |
| 막동터널                          |                                                | 평창군 | 진부면 | 국도 제59호선 구간 연장 247m        |
| 마랑치교                          | 하오개길                                       | 평창군 | 진부면 | 국도 제59호선 구간                  |
| 갈동교                            |                                                | 평창군 | 진부면 | 국도 제59호선 구간                  |
| 막동3 교차로                      | 국도 제59호선 (막동 ~ 마평간 도로)             | 평창군 | 진부면 | 국도 제59호선 구간                  |
| 수항교                            |                                                | 평창군 | 진부면 |                                     |
| 독가 교차로                       | 국도 제59호선 (막동 ~ 마평간 도로)             | 평창군 | 진부면 | 국도 제59호선 구간                  |
| 중평 교차로 (중평교)              | 화의길                                         | 평창군 | 진부면 | 국도 제59호선 구간                  |
| 수항1 교차로                      | 아차골길                                       | 평창군 | 진부면 | 국도 제59호선 구간                  |
| 마평 교차로                       | 국도 제59호선 (막동 ~ 마평간 도로)             | 평창군 | 진부면 | 국도 제59호선 구간                  |
| 청심2교                           |                                                | 평창군 | 진부면 |                                     |
| 청심 교차로                       | 모릿재로                                       | 평창군 | 진부면 |                                     |
| 외거문교                          | 상월거문로                                     | 평창군 | 진부면 |                                     |
| (신기교 서단)                     | 신기봉산로                                     | 평창군 | 진부면 |                                     |
| 거문 교차로                       | 국도 제59호선 (막동 ~ 마평간 도로)             | 평창군 | 진부면 | 국도 제59호선 구간                  |
| 송정 교차로                       | 하송정길                                       | 평창군 | 진부면 | 국도 제59호선 구간                  |
| 진부교                            |                                                | 평창군 | 진부면 | 국도 제59호선 구간                  |
| 하진부 교차로                     | 국도 제6호선 국도 제59호선 (경강로) 진부중앙로 | 평창군 | 진부면 | 국도 제59호선 구간                  |

## 주요 건물 및 시설
- 수항초등학교 (폐교, 강원특별자치도 평창군 진부면 오대천로 905-10)
- 수항보건진료소 (강원특별자치도 평창군 진부면 오대천로 924)
- 수항리노인복지회관 (강원특별자치도 평창군 진부면 오대천로 926)